# 1795
Évszázadok: 17. század – 18. század – 19. század
Évtizedek: 1740-es évek – 1750-es évek – 1760-as évek – 1770-es évek – 1780-as évek – 1790-es évek – 1800-as évek – 1810-es évek – 1820-as évek – 1830-as évek – 1840-es évek
Évek: 1790 – 1791 – 1792 – 1793 –  1794 – 1795 – 1796 – 1797 – 1798 – 1799 – 1800

## Események

### Határozott dátumú események
- január 7. – II. Szaniszló Ágost lengyel király száműzetésbe indul.[1]
- március 14. – A genovai tengeri csata a francia hajóhad és a brit–nápolyi flotta között, mely a britek győzelmét hozta.[2]
- április 5. – Franciaország és Poroszország békét köt Bázelben.[3]
- április 1. (III. év germinal 12.) Párizsban felkelés tör ki a thermidori konvent ellen.[4]
- április 7. – Franciaországban bevezetik a metrikus rendszert.[3]
- május 20. – A budai Vérmezőn kivégzik a magyar jakobinus mozgalom öt vezetőjét, Martinovics Ignácot, Hajnóczy Józsefet, Laczkovics Jánost, Szentmarjay Ferencet és Sigray Jakabot.[5]
- április 1. (III. év prairial 1.) Párizsban felkelés tör ki a thermidori konvent ellen.[4]
- június 3. – Kivégzik a magyar jakobinus mozgalom két tagját, Őz Pált és Szolártsik Sándort.[6]
- július 13. – A Hyères-szigeteki tengeri csata. (A csatában a brit flotta elővédje megütközött a francia flotta utóvédjével, mely francia vereséggel végződött.)
- július 20. – Zichy Károly grófot Végh Péter váltja fel az országbírói tisztben.
- július 22. – Franciaország és Spanyolország békeszerződést ír alá Bázelben,[3] mely szerint Spanyolország Hispaniola szigetének feléről lemond Franciaország javára.
- augusztus 22. – Franciaországban a Nemzeti Konvent új alkotmányt fogad el.[7]
- október 5. (IV. év vendémiaire 13.) – Párizsban royalista felkelés robban ki.[8]
- október 26. – A Nemzeti Konvent általános amnesztiát hirdet, majd feloszlik.[7]
- október 29. – A mainzi csata osztrák győzelemmel zárul.[9]
- november 1. – Megválasztják a francia direktórium tagjait.[3]
- november 25. – II. Szaniszló Ágost lengyel király lemond a trónról.[10]

### Határozatlan dátumú események
- az év folyamán – I. Ferenc császár és magyar király a jakobinus összeesküvés után – biztonsági okokból – az egész birodalomban betiltja a szabadkőművességet.[11]

## Születések
- dátum nélkül – Láng Adolf Ferenc, botanikus, zoológus, gyógyszerész, az MTA tagja († 1863)
- január 7. – Szilasy János, teológiai doktor, egyetemi tanár, nagyváradi kanonok és a Magyar Tudományos Akadémia tiszteleti tagja († 1859)
- január 15. – Bölöni Farkas Sándor, író, műfordító († 1842)
- január 28. – Albach József, hitszónok († 1853)
- március 25. – Vásárhelyi Pál, mérnök († 1846)
- május 14. – Deáky Zsigmond, bölcselet és teológiai doktor, caesaropoli felszentelt püspök és győri kanonok, a pápa házi főpapja, királyi tanácsos, a Magyar Tudományos Akadémia tiszteleti tagja, költő († 1872)
- május 27. – Balás Teofil Ferenc, Benedek rendi szerzetes, gimnáziumigazgató († 1878)
- június 23. – Török Ignác, honvéd tábornok († 1849)
- augusztus 9. – Dukai Takách Judit, költő († 1836)
- október 6. – Lahner György, honvéd tábornok († 1849)
- október 25. – Bezerédj István, reformkori politikus († 1865)
- október 31. – John Keats, angol költő († 1821)
- november 2. – James Knox Polk, az Amerikai Egyesült Államok 11. elnöke, hivatalban 1845–1849-ig († 1849)

## Halálozások
- január 26. – Johann Christoph Friedrich Bach, zeneszerző, csembalista (* 1732)
- május 18. – Robert Rogers, brit őrnagy az amerikai gyarmati háborúk idején, a modern kori irreguláris hadviselés egyik megteremtője (* 1731)
- május 20. – A magyar jakobinus mozgalom tagjainak kivégzése:[5]
  - Sigray Jakab, a kőszegi tábla ülnöke (* 1760 körül)
  - Szentmarjay Ferenc, magántitkár, műfordító (* 1767)
  - Laczkovics János, huszárkapitány (* 1754)
  - Hajnóczy József, ügyvéd, királyi tanácsos, kamarai főtitkár (* 1750)
  - Martinovics Ignác, filozófus, természettudós, címzetes szászvári apát, császári titkosügynök, majd a magyar jakobinus mozgalom vezére (* 1755)
- június 3. – Kármán József, író, ügyvéd (* 1769)
- június 8. – Lajos Károly francia trónörökös, a későbbi (XVII. Bourbon Lajos) (* 1785)
- július 12. – Sándor Lipót főherceg, Magyarország nádora (* 1772)
- július 14. – Anton Tomaž Linhart, szlovén drámaíró, költő és történész (* 1756)
- szeptember 20. – Forgách Miklós, császári és királyi kamarás, valóságos belső titkos tanácsos, nyitrai főispán (* 1731 vagy később)
- október 10. – Szentjóbi Szabó László, költő (* 1767)